# Косторниченко, Николай Иванович
Николай Иванович Косторниченко — советский хозяйственный и политический деятель.

## Биография
Родился в 1924 году в селе Калиново. Член КПСС.
Участник Великой Отечественной войны: шофер артиллерийского дивизиона 67-й механизированной бригады
Окончил Харьковский сельскохозяйственный институт.
В 1951—1965 гг. — главный агроном колхоза имени Чапаева, директор Савинской МТС, председатель колхоза имени Чапаева Палласовского района Волгоградской области.
Косторниченко стал первым в Советском Союзе секретарем районного комитета КПСС, избранным на альтернативной основе
В 1965—1985 гг. — первый секретарь Палласовского райкома КПСС.
В 1985—2002 гг. — заместитель председателя Волгоградского областного совета Всероссийского общества охраны природы.
Делегат XXIV съезда КПСС.
Почетный гражданин Палласовского района.
Умер в 2005 году в Палласовке.

## Награды
- Орден Ленина (дважды)
- Орден Октябрьской Революции
- Орден Отечественной войны I степени (06.04.1985)
- Орден Трудового Красного Знамени (дважды)
- Орден Красной Звезды (03.05.1945, 21.05.1945)
- Орден Знак Почёта (дважды)